# East Enterprise
East Enterprise es un lugar designado por el censo ubicado en el condado de Switzerland en el estado estadounidense de Indiana. En el Censo de 2010 tenía una población de 148 habitantes y una densidad poblacional de 110,1 personas por km².

## Geografía
East Enterprise se encuentra ubicado en las coordenadas 38°52′13″N 84°59′21″O / 38.87028, -84.98917. Según la Oficina del Censo de los Estados Unidos, East Enterprise tiene una superficie total de 1.34 km², de la cual 1.34 km² corresponden a tierra firme y (0%) 0 km² es agua.

## Demografía
Según el censo de 2010, había 148 personas residiendo en East Enterprise. La densidad de población era de 110,1 hab./km². De los 148 habitantes, East Enterprise estaba compuesto por el 97.3% blancos, el 0.68% eran afroamericanos, el 0.68% eran amerindios, el 0% eran asiáticos, el 0% eran isleños del Pacífico, el 0% eran de otras razas y el 1.35% pertenecían a dos o más razas. Del total de la población el 0% eran hispanos o latinos de cualquier raza.